# Ruslans Smolonskis
Ruslans Smolonskis (* 15. Dezember 1996 in Riga) ist ein lettischer Geher.

## Sportliche Laufbahn
Ruslans Smolonskis sammelte ab 2012 internationale Wettkampferfahrung im Gehen. Anfang des Jahres belegte er den fünften Platz über 5000 Meter bei den Lettischen Hallenmeisterschaften. Ein Jahr später verbesserte er sich auf den vierten Platz. Im Mai belegte er im U20-Wettkampf beim Europäischen Geher-Cup über 10 km den 47. Platz. Bis 2015 verbesserte er sich auf eine Zeit von 46:13 min über 10 km. 2016 bestritt er seine ersten Wettkämpfe über 20 km und stellte zunächst im Juni in Litauen mit 1:39:05 h eine Bestzeit auf. Zuvor trat er im März über 35 km beim Dudinska 50 in der Slowakei an und erreichte als Zweiter das Ziel. 2017 gewann Smolonskis bei den Lettischen Hallenmeisterschaften seinen ersten nationalen Meistertitel. Im Laufe der Saison steigerte er sich auf 1:28:59 h über 20 km und trat anschließend im Juli bei den U23-Europameisterschaften in Bydgoszcz an. Dort konnte er sich nochmal bis auf 1:27:25 h steigern und belegte damit den 16. Platz. 2018 konnte er sich ebenfalls verbessern, ohne sich für die Europameisterschaften in Berlin qualifizieren zu können. Zudem bestritt er seine ersten Wettkämpfe über die 50-km-Distanz, konnte bei seinen beiden Start allerdings nicht das Ziel erreichen, einmal aufgrund einer Disqualifikation. Seitdem tritt er dennoch vermehrt über 50 km an. 2019 absolvierte er die Strecke beim Geher-Cup in Litauen in einer zeit von 3:58:35 h. Damit war er für die Weltmeisterschaften in Doha qualifiziert. Bei seinem WM-Debüt wurde er schließlich Anfang Oktober disqualifiziert. 2020 und 2021 konnte er sich jeweils verbessern. Im Mai 2021 belegte er mit einer Zeit von 3:50:31 h den vierten Platz im Rahmen der Geher-Team-Europameisterschaften in Tschechien. Wenngleich er die Qualifikationsnorm für die Olympischen Sommerspiele in Tokio damit nicht unterbieten konnte, ist er dennoch durch seinen 46. Platz auf der Weltrangliste qualifiziert. Im olympischen Wettbewerb selbst wurde er disqualifiziert.
Nachdem er 2017 zum ersten Mal Lettischer Hallenmeister wurde, verteidigte er 2018 und 2019 jeweils den Titel. 2019 gewann er zudem über 10.000 Meter den nationalen Meistertitel.

## Wichtige Wettbewerbe
| Jahr                 | Veranstaltung             | Ort                  | Platz                | Disziplin            | Zeit                 |
| Startet für Lettland | Startet für Lettland      | Startet für Lettland | Startet für Lettland | Startet für Lettland | Startet für Lettland |
| -------------------- | ------------------------- | -------------------- | -------------------- | -------------------- | -------------------- |
| 2017                 | U23-Europameisterschaften | Bydgoszcz            | 16.                  | 20 km Gehen          | 1:27:25 h            |
| 2019                 | Weltmeisterschaften       | Doha                 |                      | 50 km Gehen          | DSQ                  |
| 2021                 | Olympische Sommerspiele   | Tokio                |                      | 50 km Gehen          | DSQ                  |

## Persönliche Bestleistungen
Freiluft
- 10.000-m-Bahngehen: 41:27,97 min, 16. Juni 2019, Ogre
- 20-km-Gehen: 1:26:49 h, 8. Juni 2018, Alytus
- 50-km-Gehen: 3:50:31 h, 16. Mai 2021, Poděbrady

Halle
- 5000-m-Gehen: 20:37,50 min, 26. Januar 2019, Riga